# Ostrowicze
Ostrowicze (biał. Астравічы; ros. Островичи) – wieś na Białorusi, w obwodzie brzeskim, w rejonie pińskim, w sielsowiecie Parochońsk, nad Jasiołdą i przy granicy Rezerwatu Krajobrazowego Środkowa Prypeć.
Dawniej wieś i folwark. W dwudziestoleciu międzywojennym leżały w Polsce, w województwie poleskim, w powiecie pińskim, w gminie Pinkowicze. Po II wojnie światowej w granicach Związku Sowieckiego. Od 1991 w niepodległej Białorusi.
W miejscowości znajdowała się cerkiew prawosławna pw. św. Michała Archanioła z XIX w., zburzona w latach 60. XX w.